# نوژتس-کیشلوو
نوژتس-کیشلوو (به لاتین: Nurzec-Kisielewo) یک روستا در لهستان است که در گمینا نوژتس-ستاتسیا واقع شده‌است.